# Bocas del Ebro
Las Bocas del Ebro fueron un antiguo departamento francés denominado oficialmente según la administración francesa como "departamento de las Bocas del Ebro" (en francés: département des Bouches-de-l'Èbre).
El departamento fue creado el 26 de enero de 1812, al ser Cataluña anexionada al Primer Imperio Francés. Comprendía todas las tierras catalanas atravesadas por el río Ebro, el campo de Tarragona y los municipios aragoneses de Fraga y Mequinenza. La prefectura era Lérida y las subprefecturas eran Cervera, Tortosa y Tarragona. Su único prefecto fue Jean Paul Alban de Villeneuve-Bargemont, del 12 de febrero de 1812 hasta el 15 de marzo de 1813, al que sucedió como gobernador militar Louis Gabriel Suchet (15 de marzo de 1813-10 de marzo de 1814).
El 7 de marzo de 1813 se creó el departamento Bouches-de-l'Èbre-Montserrat de la unión de los departamentos Bocas del Ebro y Montserrat. La unión fue establecida por decreto, pero nunca publicada en el Bulletin des lois, por lo que su estatus legal es incierto.
El departamento desapareció en 1814, cuando Francia evacuó la península ibérica que había estado ocupando desde 1807.